# Памятник великому князю Сергею Александровичу
Па́мятник вели́кому кня́зю Серге́ю Алекса́ндровичу — монумент, установленный в Московском Кремле на месте убийства великого князя Сергея Александровича. Расположен у Никольской башни, между зданиями Сената и Арсенала. Был возведён по проекту художника и архитектора Виктора Васнецова. Открытие памятника состоялось 2 апреля 1908 года. Снесён большевиками 1 мая 1918 года. Восстановлен по поручению президента России Владимира Путина, открыт 4 мая 2017 года.

## История

### Установка памятника

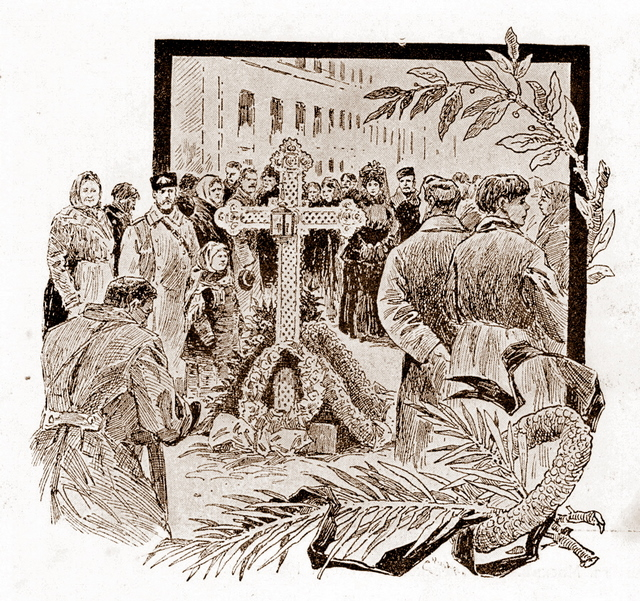
Временный крест, сооружённый на месте убийства Сергея Александровича, 1905 год

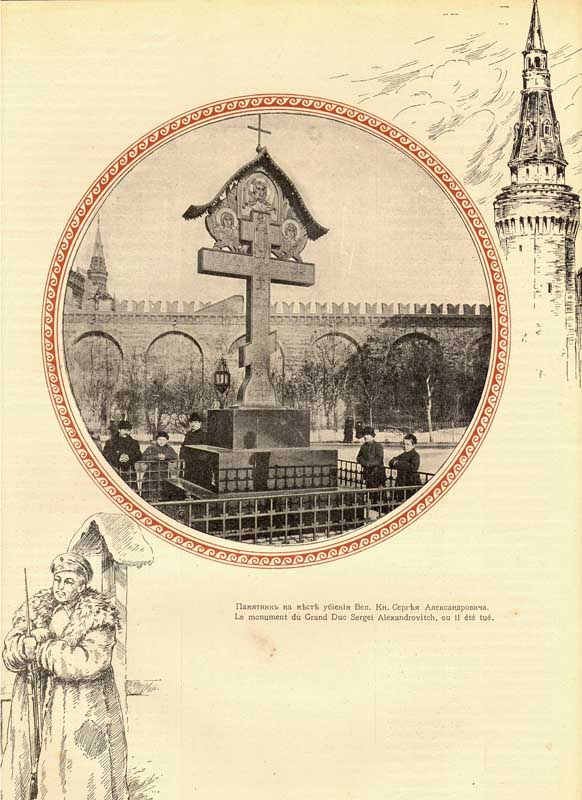
Открытка с изображением памятника, 1908—1917 годы

4 февраля 1905 года эсер Иван Каляев бросил бомбу под карету главнокомандующего войсками Московского военного округа великого князя Сергея Александровича, проезжавшей неподалёку от Никольских ворот Кремля. Жена убитого князя Елизавета Фёдоровна решила установить памятник на месте гибели мужа.
На возведение монумента был объявлен сбор народных пожертвований. Первоначально его проект планировалось заказать автору памятника Гоголю Николаю Андрееву, однако от предложения скульптор отказался. Работать над монументом согласился художник Виктор Васнецов, друживший с великим князем. Скульптуру он проектировал с 1905 по 1907 год.
4 сентября 1907 года Елизавета Фёдоровна заложила памятник на месте временного креста, установленного в 1905-м на средства офицеров Киевского полка на месте убийства Сергея Александровича. Торжественное открытие памятника состоялось 2 апреля 1908 года. В тот же день также была освящена усыпальница над могилой великого князя в Чудовом монастыре.

### Ликвидация

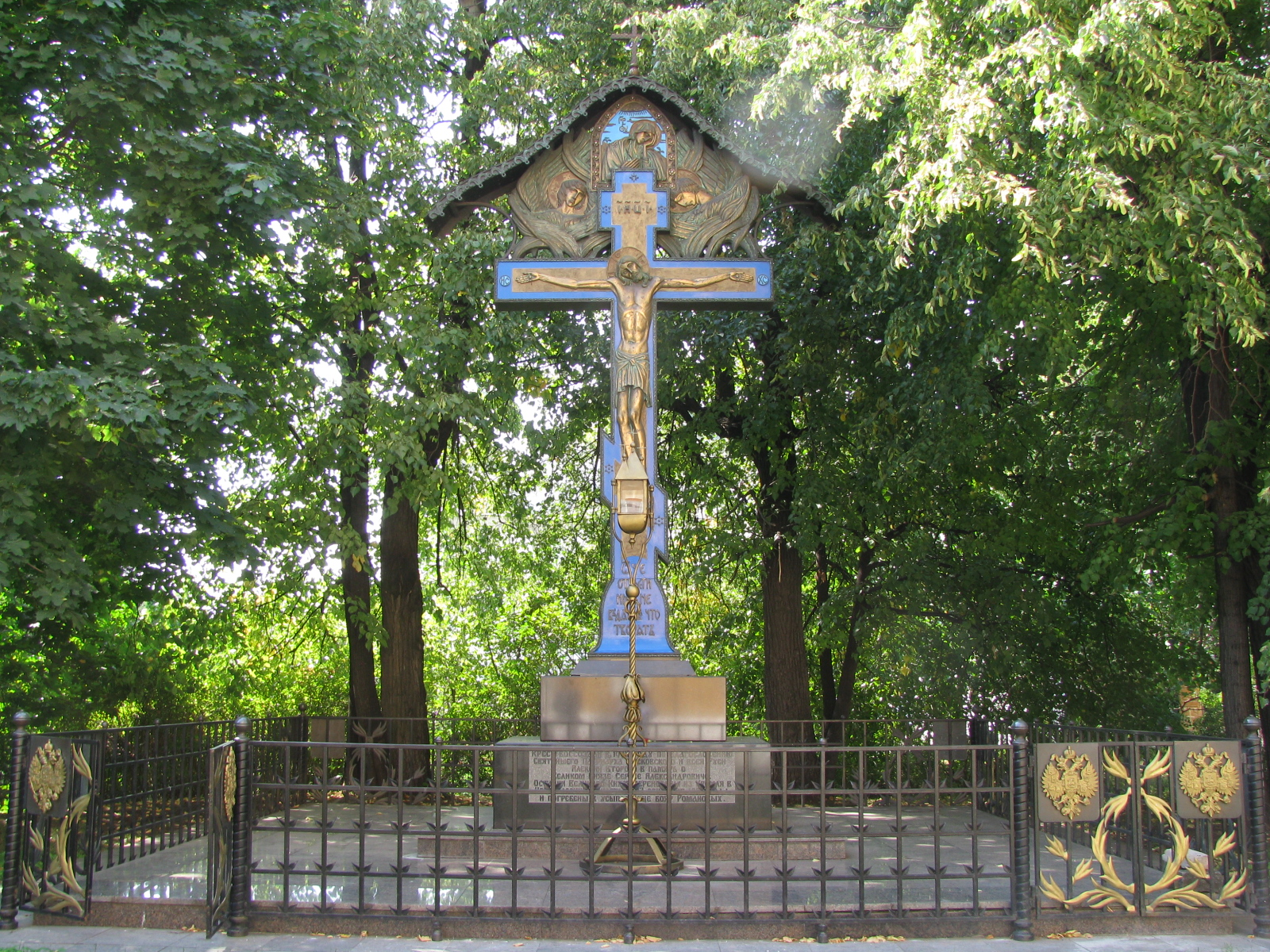
Копия памятника на месте захоронения великого князя в Новоспасском монастыре, 2011 год

Принятый после Октябрьской революции ленинский план монументальной пропаганды предусматривал снос памятников царского режима. Декрет СНК РСФСР «О памятниках Республики» от 12 апреля 1918 года постановил заменить их монументами в честь деятелей революции. Считается, что первым в этой кампании был уничтожен памятник великому князю Сергею Александровичу.
22 апреля 1918 года Коллегия по делам изобразительных искусств постановила снести мемориальный крест. Работы по уничтожению монумента прошли 1 мая того же года при непосредственном участии первого председателя СНК РСФСР Владимира Ленина. Комендант Кремля Павел Мальков описывал данный эпизод следующим образом:
Я мигом сбегал в комендатуру и принёс верёвки. Владимир Ильич ловко сделал петлю и накинул на памятник. Взялись за дело все, и вскоре памятник был опутан верёвками со всех сторон.
 
— А ну, дружно, — задорно командовал Владимир Ильич.
Ленин, Свердлов, Аванесов, Смидович, другие члены ВЦИК и Совнаркома и сотрудники немногочисленного правительственного аппарата впряглись в верёвки, налегли, дёрнули, и памятник рухнул на булыжник.
— Долой его с глаз, на свалку! — продолжал командовать Владимир Ильич.
 
Десятки рук подхватили верёвки, и памятник загремел по булыжнику к Тайницкому саду.
Демонтированный монумент великому князю был передан заведующему памятниками Кремля. 5 мая 1918 года член Поместного собора русской православной церкви Николай Кузнецов обратился в Совнарком с просьбой отдать крест, считавшийся предметом религиозного почитания, Чудову монастырю или Успенскому собору, однако его просьба не была удовлетворена.
На месте монумента великому князю Сергею Александровичу предполагалось установить скульптуру в память его убийцы, Ивана Каляева. По свидетельству управляющего делами Совнаркома Владимира Бонч-Бруевича, сразу после сноса креста «Ленин подошёл к месту, где стоял памятник, и громко сказал, обращаясь ко всем: на этом месте революционный пролетариат должен воздвигнуть памятник смелому борцу Каляеву, который уничтожил одного из отвратительнейших представителей Романовых». Монумент революционеру-эсеру, установленный на месте снесённого креста в 1918 году, не сохранился. По одной из версий, он был сделан из недолговечного гипса и раскрошился вскоре после открытия памятника.

### Восстановление

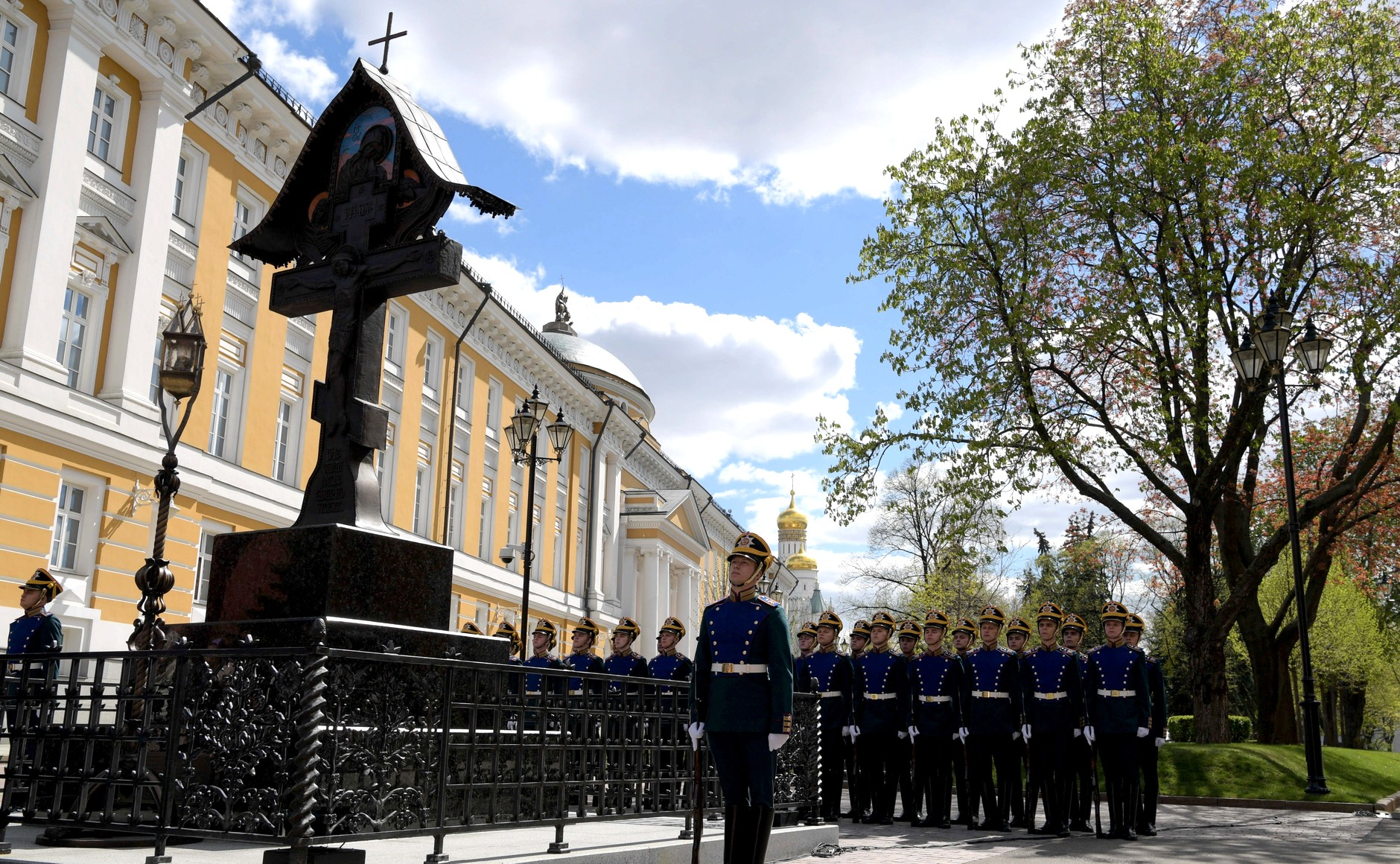
Церемония открытия восстановленного памятника, 2017 год

В 1986 году в ходе ремонтных работ в Кремле был обнаружен склеп с захоронением Сергея Александровича. По благословению Патриарха Московского и всея Руси Алексия II 17 сентября 1995 года останки перезахоронили в родовой усыпальнице Романовых в Новоспасском монастыре. В 1998-м под руководством историка Д. Б. Гришина там же был установлен новый памятный крест, воссозданный скульптором Н. В. Орловым по сохранившимся эскизам оригинала.
1 августа 2016 года президент России Владимир Путин поручил Российскому военно-историческому обществу, Министерству культуры, Управлению делами Президента и Федеральной службе охраны (ФСО) рассмотреть вопрос о воссоздании монумента великому князю Сергею Александровичу на прежнем месте. Закладка воссозданного мемориального креста на месте гибели великого князя состоялась 1 ноября того же года. На церемонии присутствовали епископ Егорьевский Тихон, исполнявший также функции главы Патриаршего совета по культуре, министр культуры России Владимир Мединский, комендант Кремля Сергей Хлебников, советник директора ФСО Сергей Девятов, председатель совета директоров фонда «Елисаветинско-Сергиевское просветительское общество» Анна Громова. На закладном камне было написано:

Сей камень положен в основание Креста, воздвигнутого Великой княгиней Елизаветой Федоровной в память её супруга, московского генерал-губернатора Великого князя Сергея Александровича. Закладка воссозданного Креста совершается 1 ноября 2016 года при Президенте РФ В. В. Путине и Святейшем Патриархе Московском и всея Руси Кирилле.
 Закончить установку памятника планировалось в день 99-й годовщины с момента его сноса 1 мая 1918 года. Торжественное открытие и освящение памятника состоялись 4 мая 2017 года в присутствии Владимира Путина и патриарха Кирилла.

## Художественные особенности
Первоначальный бронзовый памятник, установленный на ступенчатом постаменте из тёмно-зеленого лабрадора, представлял собой образец «церковного модерна». Его прообразом стали обетные кресты Русского Севера. На лицевой стороне скульптуры располагались эмалевые вставки и надпись «Отче, отпусти им, не ведают бо, что творят». Над распятием под волнисто-изогнутой кровлей были изображены скорбящая Богоматерь и два херувима. На передней части постамента был также выбит текст: «Поставлен на доброхотные пожертвования, собранные 5-м гренадёрским Киевским полком в память своего бывшего шефа Сергея Александровича, на сём месте убиенного, и на пожертвования всех, почтивших память Великого Князя». На задней стороне помещались изображения Спаса Нерукотворного, преподобного Сергия Радонежского и текст: «Аще бо живем, Господеви живем, аще же умираем, Господеви умираем: аще бо живём, аще умираем Господеви есмь. Вечная память Великому Князю Сергею Александровичу, убиенному 4 февраля 1905 года. Помяни нас, Господи, егда приидёши во Царствии Твоём». Перед памятником была поставлена неугасимая лампада.
Воссозданные мемориальные кресты, установленные в Новоспасском монастыре и на месте убийства великого князя в Кремле, выполнены по сохранившимся эскизам Виктора Васнецова и являются точными копиями оригинала.